# Dobre zabijanie
Dobre zabijanie (ang. Good Kill) – amerykański thriller z gatunku dramat z 2014 roku w reżyserii Andrew Niccola, wyprodukowany przez wytwórnię Voltage Pictures i Sobini Films. Główną rolę w filmie zagrał Ethan Hawke.
Premiera filmu odbyła się 5 września 2014 podczas 71. Międzynarodowego Festiwalu Filmowego w Wenecji. Osiem miesięcy później, 15 maja 2015, obraz trafił do kin na terenie Stanów Zjednoczonych.

## Opis fabuły
Pilot Tom Egan (Ethan Hawke) pracuje w bazie wojskowej na pustyni w Nevadzie. Steruje dronami, które likwidują cele w Afganistanie. Wkrótce jego zespół zaczyna dostawać rozkazy bezpośrednio z CIA. Wówczas liczba niszczycielskich nalotów drastycznie wzrasta. Egan zaczyna wątpić w sens swojej służby, co prowadzi do poważnych zmian w jego życiu.

## Obsada
- Ethan Hawke jako Major Thomas Egan
- January Jones jako Molly Egan
- Zoë Kravitz jako Vera Suarez
- Jake Abel jako Joseph Zimmer
- Bruce Greenwood jako podpułkownik Jack Johns
- Kristen Rakes jako Iris
- Dylan Kenin jako kapitan Ed Christie
- Alma Sisneros jako Emily James
- Michael Sheets jako Danny
- Stafford Douglas jako Billy

i inni.

## Produkcja
Zdjęcia do filmu kręcono w Nowym Meksyku w Stanach Zjednoczonych oraz Maroku.

## Odbiór

### Krytyka w mediach
Film Dobre zabijanie spotkał się z pozytywnymi recenzjami od krytyków. W serwisie Rotten Tomatoes średnia ocen filmu wyniosła 75% ze średnią oceną 6,4 na 10. Na portalu Metacritic średnia ocen wyniosła 63 punkty na 100.

## Nagrody i nominacje
| Rok  | Miejsce                                       | Nagroda   | Kategoria       | Odbiorcy i nominowani | Wynik     |
| ---- | --------------------------------------------- | --------- | --------------- | --------------------- | --------- |
| 2014 | 71. Międzynarodowy Festiwal Filmowy w Wenecji | Złoty Lew | Film konkursowy | Andrew Niccol         | Nominacja |